# Museu de Guerra Canadense
O Museu de Guerra Canadense (em inglês: Canadian War Museum; em francês: Musée canadien de la guerre) é o museu nacional do Canadá sobre história militar. Localizado em Ottawa, Ontário, o museu cobre todas as facetas do passado militar do Canadá, desde o registro da primeira morte violenta da história do país há centenas de anos, até suas mais recentes participações em conflitos armados. Isso inclui grandes exposições permanentes sobre as guerras que foram travadas em solo canadense, a totalidade de guerras do século XX, a Guerra Fria e apoio às operações de paz no exterior. Há também uma área de armazenamento aberto exibindo grandes objetos de coleção do Museu, canhões navais, tanques, aviões a jato, dentre outros. As exposições representam o passado militar do Canadá em suas dimensões pessoais, nacionais e internacionais, com ênfase especial na experiência humana da guerra e na forma como a guerra foi afetada e foi afetada pela participação dos canadenses.
Boa parte do espaço de exposições do museu é dedicado às Galerias da Experiência Canadense, que mostram os efeitos das guerras no desenvolvimento do Canadá e na participação dos canadenses em conflitos internacionais. O acervo conta com cerca de 2.500 objetos, desde obras de arte até veículos blindados, exibições audiovisuais e atividades. Um programa em mudança de exposições temporárias ou especiais, além de programas públicos e eventos especiais, complementam a experiência oferecida nas galerias permanentes. O Museu de Guerra Canadense também abriga o Centro de Pesquisa de História Militar, a principal instituição de pesquisa de bibliotecas e arquivos e uma grande coleção de cerca de 500 mil artefatos, incluindo uniformes, medalhas, armas, arte de guerra, aeronaves, veículos militares e artilharia. Sem contar as exposições, também apoia o alcance educacional, como o Lest We Forget Project, e oferece eventos e exposições temporárias. Ademais, é lá que se encontra o Centro de Pesquisa da Historia Militar, que disponibiliza, dentre outros artefatos, cartas originais, diários, mapas e livros raros.
O museu tem também um teatro chamado Berney Danson, ex-ministro de gabinete do Canadá.
O CWM (siga em inglês para Canadian War Museum) se originou em 1880. Seu prédio foi inaugurado em maio de 2005 e está localizado a menos de 2 km a oeste dos edifícios do Parlamento do Canadá. A arquitetura do edifício recebeu reconhecimento profissional e público. O Museu de Guerra Canadense faz parte do Museu de História do Canadá, que também opera o Museu Canadense de Crianças, o Museu Canadense do Correio e o Museu Virtual da Nova França.

## História
O museu começou informalmente em 1880 como uma coleção de objetos militares na posse do governo federal canadense, organizado pelos próprios militares de Ottawa. A primeira instalação da coleção foi em salas do Cartier Square Drill Hall. Mais tarde, a coleção se tornou parte dos Arquivos Públicos do Canadá. O Museu de Guerra Canadense se estabeleceu oficialmente em 1942. A coleção de artigos de guerra ganhou suas próprias dependências somente em 1967, quando mudou para o prédio de Arquivos Públicos em Sussex Drive, também em Ottawa. O espaço, no entanto, era muito pequeno para o museu que continuava a adquirir mais peças, por isso, algumas chegaram a ser transferidas para um armazém chamado Vimy House.

## Novo prédio
Na década de 1990, o governo federal decidiu realocar o Museu de Guerra Canadense para perto do Museu de Aviação do Canadá, na região leste da cidade de Ottawa. A nova localização também permitia procissões cerimoniais entre o Memorial da Guerra Nacional e o novo Museu da Guerra, e estava em um espaço urbano que indicava uma reorganização futura. A construção foi projetada pelos escritórios de arquitetura Raymond Moriyama, de Toronto, e o Griffiths Rankin Cook Architects, de Ottawa. A nova localização foi criticada por alguns. O museu foi aberto em 8 de maio de 2005, ano do aniversário de 60 anos da Segunda Guerra Mundial. 
O novo e moderno edifício surge do solo, a oeste da Rua Booth, e eleva-se progressivamente mais alto em seu extremo leste, o mais próximo do monte do Parlamento. Além disso, prédio é composto por paredes e teto de concreto que lembram um abrigo de guerra. A construção é considerada amiga do meio ambiente. Exemplo disso é o jardim construído no terraço. O cobre usado no interior do prédio foi reaproveitado da Biblioteca do Parlamento. O material foi recolhido na época em que o telhado do local estava sendo restaurado, em 2004, um ano antes da inauguração do Museu de Guerra.
Em 2005, o Correio do Canadá expediu selos comemorativos para a inauguração do museu. 

## Público
No primeiro ano de funcionamento, o museu recebeu 500 000 visitantes. Em 2010, o número foi 470 000.

## Galerias permanentes
O Museu da Guerra Canadense contém várias galerias permanentes e outros espaços de exibição importantes.
Battleground: Wars on Our Soil, from earliest times to 1885 (em português: Campo de Batalha: Guerras em nosso solo, desde os primeiros tempos até 1885)
Esta galeria explora a história da guerra no solo canadense e a forma como o conflito armado afetou a evolução do país e seus povos. Inclui a Guerra dos Primeiros Povos, as alianças e os conflitos que marcaram a relação com os europeus e as rivalidades imperiais que marcaram a maior parte da história inicial da América do Norte. O conteúdo inclui a Guerra dos Sete Anos, a Revolução Americana, a Guerra de 1812 e os conflitos no Oeste Canadense em 1870 e 1885.
For Crown and Country: The South African and First World Wars, 1885–1931 (em português: Para a Coroa e o País: as Guerras Sul-Africanas e Primeiras Guerras, 1885-1931)
As forças canadenses foram para o exterior em 1899 e novamente em 1914 para lutar nas guerras como parte do Império Britânico. Esta galeria cobre a Guerra da África do Sul e a Primeira Guerra Mundial, e termina com o Estatuto de Westminster (1931), que concedeu ao Canadá e aos outros domínios autonomia política dentro do Império. A galeria abrange as batalhas e campanhas de ambas as guerras, mas especialmente a guerra das trincheiras na França e Bélgica de 1915 a 1918, e batalhas como Somme, Vimy, Passchendaele e Cem Dias. Também possui registros de guerra aérea e naval, medicina militar, artilharia, situação dos alienígenas inimigos e estratégias e táticas.
Forged in Fire: The Second World War, 1931–1945 (em português: Forjado no fogo: A Segunda Guerra Mundial, 1931-1945)
Esta galeria inicia-se com o surgimento de ditaduras agressivas na Alemanha, Itália e Japão na década de 1930 e retrata o papel do Canadá na guerra. As primeiras exibições cobrem Adolf Hitler e o surgimento do fascismo, incluindo uma infame limusine usada pelo líder alemão em manifestações nazistas. As exposições também ressaltam as principais respostas armadas canadenses feitas por terra, mar e ar durante o confronto na Europa.
A Segunda Guerra Mundial foi o tanque de Sherman apelidado de "Forceful III", dedicado à memória dos membros do Guarda do Pé do Governador Geral, mortos durante a Segunda Guerra Mundial enquanto operavam como um regimento blindado.
A Violent Peace: The Cold War, Peacekeeping and Recent Conflicts, 1945 to the present (em português: Uma Paz Violenta: Guerra Fria, Manutenção da Paz e Conflitos Recentes, 1945 até o presente)
A galeria em questão abrange o período do início imediato da Guerra Fria após o final da Segunda Guerra Mundial até o presente atual, detalhando os esforços de defesa do Canadá em âmbito doméstico e no exterior, incluindo os serviços da OTAN, NORAD e das Nações Unidas, além da guerras da Coreia, Golfo Pérsico, Kosovo e Afeganistão. Espionagem, segurança doméstica, liberdades civis e cultura popular, e envolvimento canadense nas guerras desde a queda do Muro de Berlim em 1989 também estão presentes. O material desta galeria varia desde bandas desenhadas e jogos de tabuleiro da Guerra Fria até sinais de paz e a história do ganhador do Prêmio Nobel Lester Pearson, juntamente com um espaço interativo para visitantes obterem suas próprias reflexões sobre guerra, paz e lembrança.
The Royal Canadian Legion Hall of Honour
O RCL Hall of Honor (siga em inglês para The Royal Canadian Legion Hall of Honour) narra a história da lembrança do Canadá, com uma interação multimídia, de objetos e tradições orais das Primeiras Nações. Inclui honras militares, certificados de serviço, arte de guerra, papoilas do Dia da Memória e outros materiais utilizados pelos canadenses para recordar e comemorar seu passado militar, além de homenagear aqueles que serviram. Entre os destaques, está o modelo de gesso original para o Memorial da Guerra Nacional, no centro de Ottawa, local de serviço nacional anual do Dia da Lembrança.
LeBreton Gallery (em português: Galeria LeBreton)
A Galeria LeBreton é uma enorme área de exibição de objetos grandes e um espaço ocupado para programas públicos, eventos especiais e aluguel privado. Os artefatos em exibição incluem artilharia, aeronaves, veículos blindados e não-blindados e armas navais. Entre os objetos da galeria estão: um jato CF-101 Voodoo; um howitzer automotriz M109; um veículo de combate de infantaria BMP da Alemanha Oriental; artilharia rastreada da Primeira Guerra Mundial; um tanque Chieftain; um destruidor tanque Jagdpanzer IV; um M3 Lee; um tanque Panzer V Panther totalmente restaurado; um Panzer II; um tanque Leopard C1; projetores; motocicletas raras; carro pessoal do marechal de campo Alexander; um jipe Canadian Iltis e outros veículos com serviço nos Balcãs na década de 1990; um submarino minguante Molch; minas subaquáticas; um T-34; um tanque de Valentine recuperado de um pântano em 1990; um tanquete italiano L3/35; e Weather Station Kurt, uma estação meteorológica automatizada plantada por um U-boat alemão na costa do Labrador, em 1943.
Regeneration Hall (em português: Salão da Regeneração)
Este salão acanhado e altaneiro tem paredes anguladas e estreitas janelas triangulares, que destacam os pontos e traços do Código Morse, com os dizeres "Lest We Forget" and "N'oublions jamais". O piso térreo apresenta moldes de emplastro usados pelo escultor Walter Allward no projeto do Canadian National Vimy Memorial, em Vimy, na França. A Torre da Paz no Colégio do Parlamento é visível do nível do mezanino e está perfeitamente enquadrada entre dois mainéis de janela. O cobre usado para revestir a superfície interior da torre (visto da Galeria LeBreton) foi recuperado da Biblioteca do Parlamento após uma renovação do telhado.
Memorial Hall (em português: Salão Memorial)
Localizado fora da área de exposição, o Memorial Hall é um espaço para uma lembrança tranquila e uma contemplação pessoal. O salão contém um único artefato: o túmulo do soldado desconhecido do Canadá da Primeira Guerra Mundial. A luz do sol, através da única janela presente no local, ilumina diretamente a lápide em todos os Dia da Lembrança, a cada 11 de novembro, precisamente às 11 horas da manhã, no momento em que a Grande Guerra terminou em 1918. Também está alinhado em um eixo com a Torre da Paz dos Edifícios do Parlamento.